# Bailamos Greatest Hits
Bailamos Greatest Hits é um álbum dos melhores êxitos do cantor Enrique Iglesias, lançado a 1 de Junho de 1999.
| Críticas profissionais                                                      | Críticas profissionais |
| Avaliações da crítica                                                       | Avaliações da crítica  |
| Fonte                                                                       | Avaliação              |
| --------------------------------------------------------------------------- | ---------------------- |
| Allmusic                                                                    | (sem nota)             |
| Esta tabela precisa de ser acompanhada por texto em prosa. Consulte o guia. |                        |

## Faixas
1. "Bailamos" - 3:40
2. "Si Juras Regresar" - 4:24
3. "Tu Vacío" - 3:57
4. "El Muro" - 4:16
5. "Falta Tanto Amor" - 3:55
6. "Esperanza" [Radio Mix] - 4:12
7. "Only You (Solo en Ti)" [Versão Inglesa] - 3:33
8. "Inalcanzable" - 3:35
9. "Viviré y Moriré" - 4:05
10. "Nunca Te Olvidaré" [Radio Mix] - 3:59

## Tabelas
Álbum
| Ano  | Tabela           | Posição |
| ---- | ---------------- | ------- |
| 1999 | Latin Pop        | 1       |
| 1999 | Billboard 200    | 65      |
| 1999 | Top Latin Albums | 1       |